# Arcieparchia di Hajdúdorog

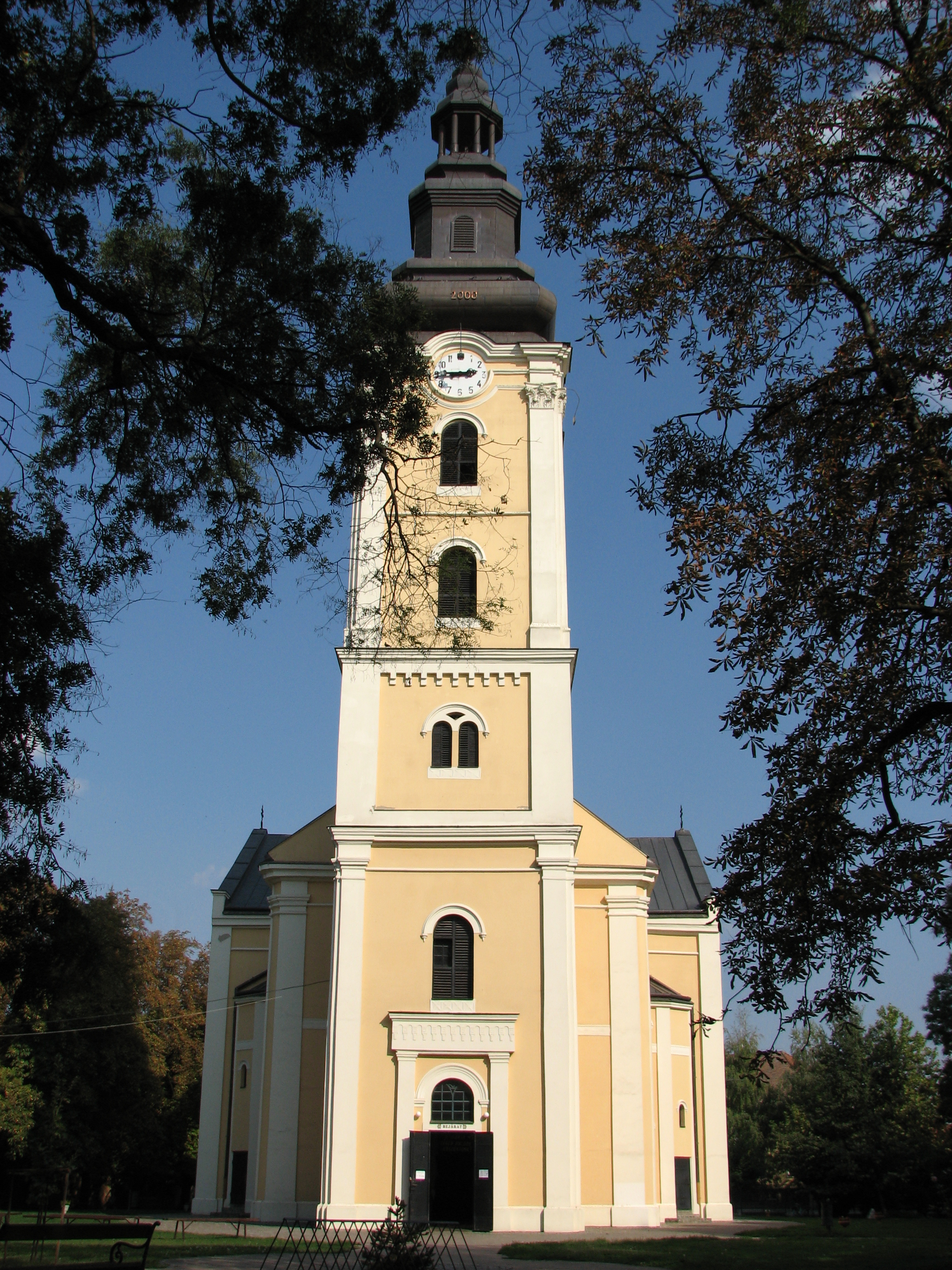
L'ex cattedrale della Madre di Dio a Hajdúdorog.

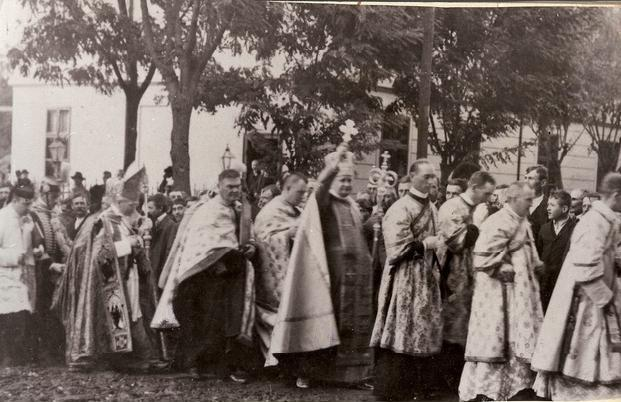
Consacrazione del primo eparca István Miklósy, che benedice i fedeli con la croce. Lo segue il suo vicario Mihály Jaczkovics, che morirà nell'attentato del 23 febbraio 1914 (5 ottobre 1913).

L'arcieparchia di Hajdúdorog (in latino Archieparchia Haidudoroghensis) è una sede metropolitana della Chiesa greco-cattolica ungherese. Nel 2022 contava 149.000 battezzati. È retta dall'arcieparca Péter Fülöp Kocsis.

## Territorio
L'arcieparchia estende la sua giurisdizione su tutti i fedeli greco-cattolici dell'Ungheria, ad eccezione di quelli residenti nelle contee di Borsod-Abaúj-Zemplén e di Heves, che appartengono all'eparchia di Miskolc, e nella contea di Szabolcs-Szatmár-Bereg, che appartiene all'eparchia di Nyíregyháza.
Sede arcieparchiale è la città di Debrecen, dove si trova la cattedrale di Santa Maria del Patrocinio. A Hajdúdorog sorge l'ex cattedrale della Madre di Dio.
Il territorio è suddiviso in 56 parrocchie.

## Storia
L'eparchia di Hajdúdorog fu eretta l'8 giugno 1912 con la bolla Christifideles graeci di papa Pio X, ricavandone il territorio dalle eparchie di Prešov (oggi arcieparchia), di Mukačevo, di Gherla (oggi eparchia di Cluj-Gherla), di Gran Varadino dei Rumeni, dall'arcieparchia di Făgăraș e Alba Iulia e dall'arcidiocesi di Strigonio (oggi arcidiocesi di Strigonio-Budapest). Originariamente era suffraganea dell'arcidiocesi di Esztergom (oggi arcidiocesi di Esztergom-Budapest).
L'erezione dell'eparchia traeva origine dalla volontà dei cattolici di lingua ungherese di avere una propria circoscrizione ecclesiastica indipendente, tuttavia non mancarono le rimostranze dei vescovi romeni di rito bizantino, che consideravano tutti i fedeli delle loro diocesi come persone di etnia romena, che per effetto della magiarizzazione avevano dimenticato la loro lingua. L'eparchia di Gran Varadino in particolare considerava eccessivo il numero di parrocchie cedute. Inizialmente era stata proposta come sede della nuova eparchia Debrecen, ma il comune di Hajdúdorog intervenne offrendo un ampio terreno per il vescovado. Le spese per la costituzione della mensa vescovile furono sostenute dal governo austro-ungarico e anche in riconoscenza di questa generosità, il Papa concesse all'imperatore il diritto di presentazione dell'eparca. Nella stessa bolla di erezione si proibisce espressamente di usare l'ungherese, che non era annoverato tra le lingue liturgiche, nelle funzioni liturgiche e si stabilisce che sia utilizzato il greco antico. Poiché la nuova eparchia, eretta in base a un criterio linguistico, si estendeva su un territorio molto vasto, che andava dall'isolata parrocchia di Budapest fino ai Carpazi, era previsto che l'eparca governasse le parrocchie più lontane verso est tramite un vicario.
Come conseguenza delle tensioni etniche suscitate dall'erezione dell'eparchia di Hajdúdorog, il 23 febbraio 1914 un attentato colpì la residenza provvisoria dell'eparca István Miklósy a Debrecen. Per l'esplosione di un pacco bomba morirono tre assistenti dell'eparca, fra cui il vicario generale Mihály Jaczkovics. Lo stesso István Miklósy scampò all'attentato perché chiamato al telefono in un'altra stanza. Il responsabile dell'attentato fu ritenuto l'anarco-comunista Ilie Cătărău, un collaboratore dei servizi segreti romeni e russi.
Il 9 aprile 1934 in forza del decreto Apostolica sedes della Congregazione per le Chiese orientali cedette 67 parrocchie che in conseguenza del trattato del Trianon si trovavano su suolo romeno ad eparchie della Chiesa greco-cattolica rumena e precisamente: 35 parrocchie all'arcieparchia di Făgăraș e Alba Iulia, 22 parrocchie all'eparchia di Gran Varadino e 10 parrocchie all'eparchia di Maramureș.
Il 5 marzo 2011 in forza del decreto Ut aptius spirituali della Congregazione per le Chiese orientali cedette 29 parrocchie all'esarcato apostolico di Miskolc.
Il 19 marzo 2015 è stata elevata al rango di metropolia in forza della bolla De spiritali itinere di papa Francesco, e le sono state assegnate come suffraganee le eparchie di Miskolc e di Nyíregyháza; quest'ultima è stata eretta con territorio dismembrato da quello di Hajdúdorog. A seguito di queste decisioni, la sede della curia arcieparchiale è stata trasferita nella città di Debrecen. Con la bolla In hac suprema è stata eretta la Chiesa metropolitana sui iuris d'Ungheria e la cattedrale è stata traslata nella chiesa di Santa Maria del Patrocinio di Debrecen.

## Cronotassi dei vescovi
Si omettono i periodi di sede vacante non superiori ai 2 anni o non storicamente accertati.
- István Miklósy † (23 giugno 1913 - 30 ottobre 1937 deceduto)
- Miklós Dudás, O.S.B.M. † (25 marzo 1939 - 15 luglio 1972 deceduto)
  - Sede vacante (1972-1975)
- Imre Timkó † (7 gennaio 1975 - 30 marzo 1988 deceduto)
- Szilárd Keresztes † (30 giugno 1988 - 10 novembre 2007 ritirato)[4]
- Péter Fülöp Kocsis, dal 2 maggio 2008

## Statistiche
L'arcieparchia nel 2022 contava 149.000 battezzati.
| anno | popolazione | popolazione | popolazione | presbiteri | presbiteri | presbiteri | presbiteri                | diaconi | religiosi | religiosi | parrocchie |
| anno | battezzati  | totale      | %           | numero     | secolari   | regolari   | battezzati per presbitero | diaconi | uomini    | donne     | parrocchie |
| ---- | ----------- | ----------- | ----------- | ---------- | ---------- | ---------- | ------------------------- | ------- | --------- | --------- | ---------- |
| 1948 | 195.440     | 3.038.342   | 6,4         | 180        | 165        | 15         | 1.085                     |         | 20        | 18        | 107        |
| 1969 | 245.000     | 4.539.000   | 5,4         | 198        | 189        | 9          | 1.237                     |         | 9         |           | 122        |
| 1980 | 300.000     | ?           | ?           | 162        | 162        |            | 1.851                     |         |           | 14        | 126        |
| 1990 | 250.000     | ?           | ?           | 191        | 186        | 5          | 1.308                     |         | 6         | 18        | 131        |
| 1999 | 253.000     | ?           | ?           | 192        | 187        | 5          | 1.317                     |         | 9         | 16        | 140        |
| 2000 | 253.000     | ?           | ?           | 187        | 181        | 6          | 1.352                     |         | 7         | 16        | 139        |
| 2001 | 253.000     | ?           | ?           | 177        | 171        | 6          | 1.429                     |         | 7         | 16        | 139        |
| 2002 | 253.000     | ?           | ?           | 194        | 186        | 8          | 1.304                     | 1       | 9         | 16        | 143        |
| 2003 | 248.987     | ?           | ?           | 210        | 202        | 8          | 1.185                     | 1       | 10        | 13        | 147        |
| 2004 | 248.987     | ?           | ?           | 210        | 204        | 6          | 1.185                     |         | 8         | 13        | 147        |
| 2006 | 270.000     | ?           | ?           | 222        | 216        | 6          | 1.216                     | 2       | 10        | 11        | 145        |
| 2009 | 270.000     | ?           | ?           | 231        | 224        | 7          | 1.168                     |         | 9         | 6         | 148        |
| 2013 | 270.000     | ?           | ?           | 192        | 184        | 8          | 1.406                     | 4       | 10        | 3         | 125        |
| 2015 | 205.000     | ?           | ?           | 188        | 183        | 5          | 1.090                     | 3       | 11        | 3         | 126        |
| 2016 | 110.000     | ?           | ?           | 61         | 61         |            | 1.803                     | 4       |           |           | 42         |
| 2018 | 110.000     | ?           | ?           | 61         | 61         |            | 1.803                     | 5       |           |           | 43         |
| 2020 | 109.950     | ?           | ?           | 98         | 87         | 11         | 1.121                     | 6       | 11        |           | 54         |
| 2022 | 149.000     | ?           | ?           | 94         | 94         |            | 1.585                     | 9       |           |           | 56         |